# Maban

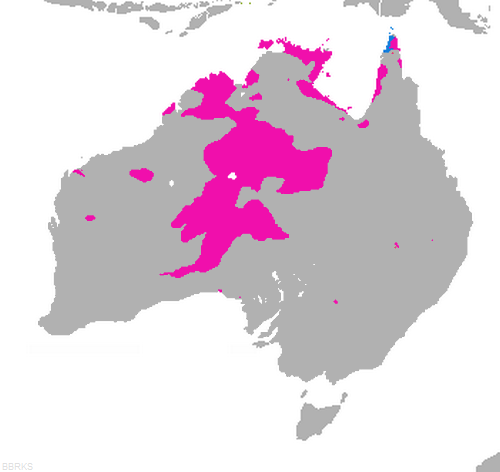
Répartition des Aborigènes en Australie (carte 2021)

Le maban, désigné aussi sous les noms de  mabain ou de mabanba, est une force spirituelle réputée magique selon la mythologie aborigène en Australie. Il s'agit du matériau dont les chamans et les anciens de l’Australie indigène tirent leurs pouvoirs magiques.
Chez les Ngaanyatjarra, les praticiens du maban sont connus sous les noms de maparn ou bien maparnjarra,.
Maban est aussi un terme aborigène utilisé pour désigner un chaman.